# Hildegard Trabant
Hildegard Johanna Maria Pohl coniugata Trabant (Berlino, 12 giugno 1927 – Berlino, 18 agosto 1964) è stata una donna tedesca, nota per esser stata la cinquantesima persona uccisa lungo il muro di Berlino e l'unica vittima fedele alla Germania Est.

## Biografia

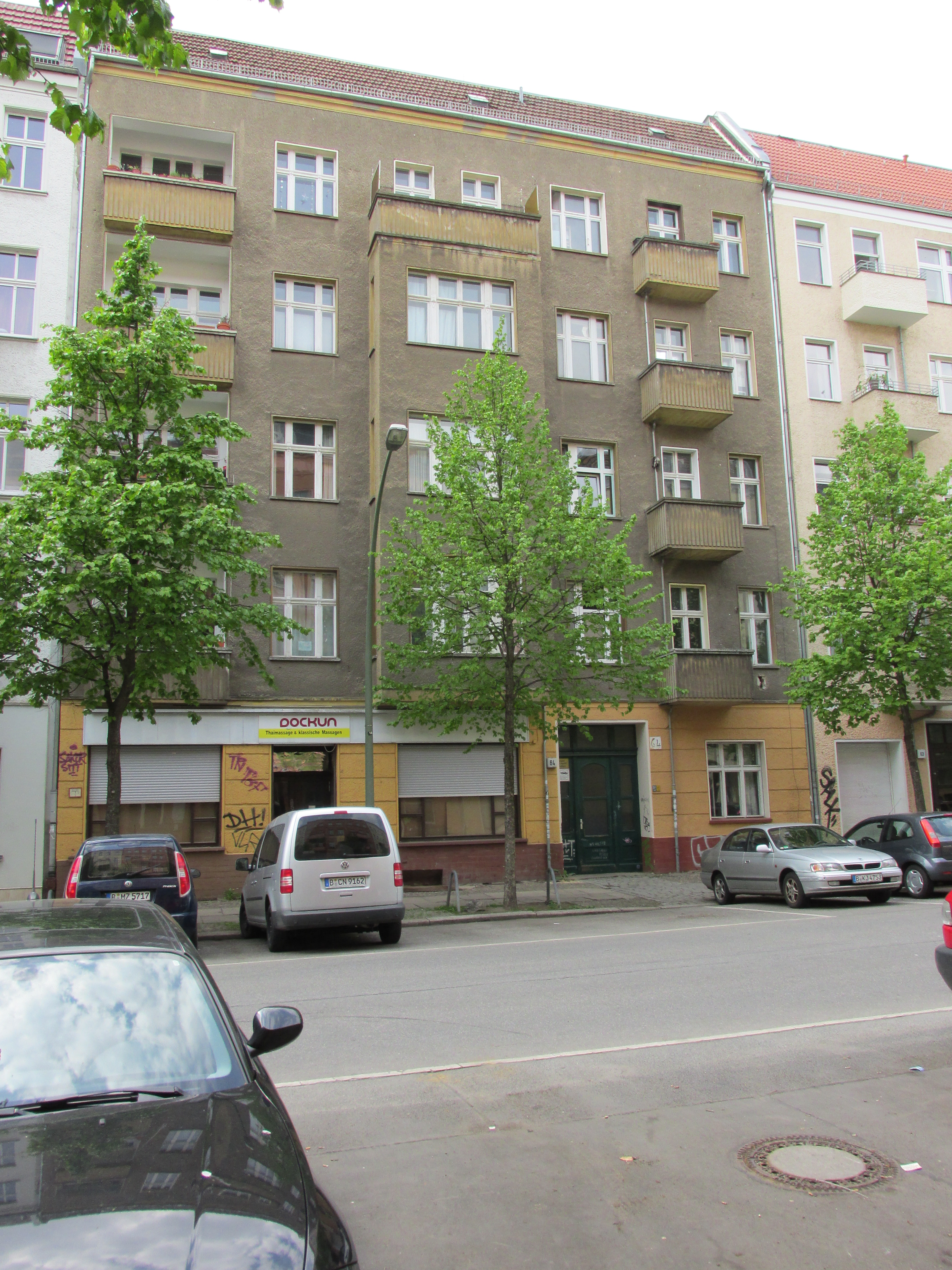
Ex residenza di Hildegard Trabant nel quartiere berlinese di Friedrichshain

Nata il 12 giugno 1927 a Berlino, nell'allora Repubblica di Weimar, trascorse la sua infanzia nella capitale tedesca.
Con la proclamazione della Germania Ovest nel 1949, Trabant rimase fedele alla controparte orientale, aderendo al Partito Socialista Unificato all'età di 22 anni, e nel quale era apprezzata come membro attivo.
Nel 1954, sposò Günter Horst Trabant, un ufficiale della Volkspolizei impiegato nella divisione passaporti e registrazioni. La coppia non ebbe figli a causa di un'operazione al ventre che rese Hildegard incapace di partorire. I coniugi vivevano in un complesso di appartamenti in Tilsiter Strasse 64 (ora Richard-Sorge-Straße), nel quartiere Friedrichshain di Berlino Est, vicino alla stazione di Frankfurter Tor.
Il 18 agosto 1964 Günter Trabant riferì al suo ufficio di non aver visto sua moglie dalle 7 del mattino del giorno precedente e che alcuni dei suoi abiti erano scomparsi. Alle 18:50 dello stesso giorno, Hildegard fu uccisa mentre cercava di attraversare il muro che separava Berlino Est e Berlino Ovest. Trabant infatti aveva tentato di uscire da Berlino Est attraverso una ferrovia in disuso e riuscì a superare la parete interna, ma fu scoperta dalle guardie di frontiera della Germania orientale mentre si nascondeva dietro alcuni arbusti. Dopo aver ignorato gli avvertimenti corse verso Berlino est, per evitare l'arresto. Una delle guardie sparò un colpo di avvertimento, ma visto che lei continuò a correre, fu sparato un secondo colpo, che la colpì alla schiena. Trabant morì circa un'ora dopo al Bundeswehrkrankenhaus.

Non sono note le cause del tentativo di fuga anche se le prove suggeriscono un legame con la violenza domestica.

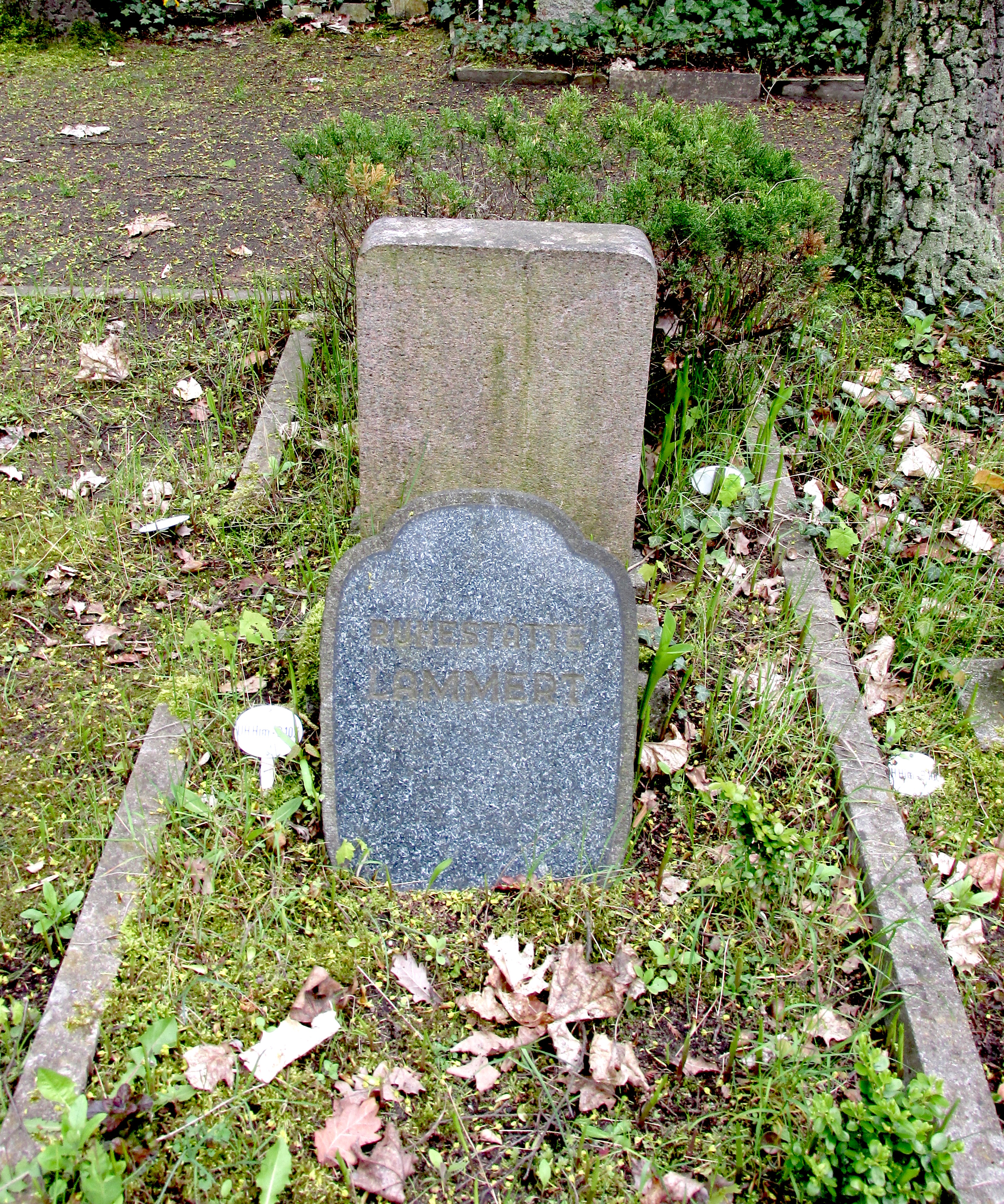
Lapide di Hildegard Trabant al Friedhof Nordend

Dopo la riunificazione della Germania, la guardia che le sparò, Kurt Renner, fu giudicata colpevole di omicidio colposo e condannato a un anno e nove mesi di carcere, poi commutati in libertà vigilata.